# Jan Axelsson
Jan Axelsson, né le 10 janvier 1939 et mort le 3 juin 2018 à Falun, est un instituteur et homme politique suédois. Avec Margareta Gisselberg, il est co-porte-parole du Parti de l'environnement Les Verts de 1990 à 1992.